# Куліш Анатолій Миколайович
Анатолій Миколайович Куліш (5 листопада 1954, с. Щерби Глухівського району Сумської області) – педагог, доктор юридичних наук, заслужений юрист України, професор, директор Навчально-наукового інституту права Сумського державного університету.

## Біографія
Народився у робітничій сім`ї. Батько – Куліш Микола Костянтинович, мати – Куліш Варвара Михайлівна.
1971 р. закінчив школу, працював в колгоспі ім. Щорса Глухівського району Сумської області колгоспником.
1972 –1974 рр. – дійсна військова служба.
Після звільнення у запас працював складачем, а потім друкарем газети «Народна трибуна» Глухівської районної друкарні.
1976 – 1977 рр. – судовий виконавець у Глухівському районному суді.
1977 р. – служба в органах внутрішніх справ на посаді старшого інспектора інспекції виправних робіт Глухівського відділу внутрішніх справ.
1985 р. – закінчив Київську вищу школу МВС СРСР за спеціальністю «правознавство» та отримав кваліфікацію юриста.
1995 р. – закінчив Національна академію внутрішніх справ  – спеціаліст управління у сфері правопорядку.
1998 – 2005 рр. обіймав посаду першого заступника голови – начальника управління податкової міліції Державної податкової адміністрації в Сумській області  (генерал-майор податкової міліції)
2003 р. – захистив дисертацію при Харківському національному університеті внутрішніх справ  на ступінь кандидата юридичних наук за темою "Організаційно-правове забезпечення статусу працівників податкової міліції України".
2005 – 2009 рр. – завідувач кафедри права Сумського державного університету.
2009 р. – захистив дисертацію при Національному юридичному університет ім. Ярослава Мудрого  на ступінь доктора юридичних наук за темою: «Правоохоронна система України: адміністративно-правові засади організації та функціонування».
2012 р. – присвоєно вчене звання професора.
2015 р. – присвоєно почесне звання – «Заслужений юрист України».
2016 р. – очолив Навчально-науковий інститут права  Сумського державного університету.

## Науково-педагогічна діяльність
Куліш А.М. є засновником юридичного факультету Сумського державного університету. Завдяки управлінському таланту та особистим якостям юридичний факультет став одним з провідних юридичних факультетів в Україні. За участі Анатолія Миколайовича в Сумському державному університеті працює аспірантура і докторантура зі спеціальності 12.00.07 – адміністративне право і процес; фінансове право; інформаційне право.
А.М. Куліш є керівником держбюджетної теми «Система критеріїв зовнішнього моніторингу діяльності єдиного правоохоронного органу у сфері забезпечення фінансової та економічної безпеки держави (№ 0118U003575).
2014 – 2017 рр. був керівником теми «Діяльність органів публічної влади щодо забезпечення стабільності та безпеки суспільства» (№ 0110U001904).
2010 – 2013 рр. був керівником теми «Правоохоронна система України: адміністративно-правові засади організації та функціонування» (№ 0110U005040).
Анатолій Миколайович входить до склада редколегії журналів: «Правові горизонти»  (категорія Б.), Україна, та Міжнародного наукового журналу «Інтернаука».  Серія «Юридичні науки» (категорія Б), Україна.
Працює в редакційній колегії бюлетеня Головного управління юстиції в Сумській області.
Плідно працює у складі спеціалізованих вчених рад Херсонського міжнародного університету бізнесу і права та Дніпропетровського університету внутрішніх справ.
На всеукраїнських конкурсах студентських наукових робіт та олімпіадах студенти під керівництвом Анатолія Миколайовича здобувають призові місця.
Захищено 3 доктори та 15 кандидатів юридичних наук.

## Нагороди та відзнаки
1. Генерал-майор податкової міліції. Указ Президента України від 22.08.2000 року.
2. Знак «Почесний працівник державної податкової служби України». Наказ державної податкової адміністрації України від 19.07.2002 р.
3. Нагрудний знак «За відзнаку в службі». Наказ державної податкової адміністрації України від 17.12.2002 р.
4. Нагрудний знак «За честь і службу». Наказ державної податкової адміністрації України від 08.11.2004 р.
5. Нагрудний знак «Відмінник податкової міліції». Наказ державної податкової адміністрації України від 14.02.2005 р.
6. Заслужений юрист України. Указ Президента України від 22.01.2015 року.[3]
7. Почесна відзнака «За заслуги перед Сумщиною» III ступеня. Сумська обласна рада 28 вересня 2018 року.
8. Академік Академії адміністративно-правових наук. Диплом від 28 жовтня 2019 року.
9. Орден «Науковець року 2020». Українська федерація вчених академії наук 20.11.2020 року.
10. Грамоти Обласної Ради, Обласної адміністрації та ректора СумДУ.

## Вибрані публікації
У науковому здобутку Анатолія Миколайовича Куліша близько 130 наукових і навчально-методичних праць; 2 навчальних посібника (у співавторстві), 2 монографії, 65 статтей, опублікованих у вітчизняних і міжнародних рецензованих фахових виданнях,
9 публікацій у періодичних виданнях, які включені до наукометричної бази Scopus. 6 свідоцтв авторського права на твір.

## Монографії
1. Куліш, А.М. Діяльність податкової міліції: правові та організаційні засади [Текст]: монографія / А.М. Куліш, Д.Г. Мулявка, О.М. Рєзнік. — Суми: СумДУ, 2015. — 140 с.
2. Куліш, А.М. Організаційно-правові засади функціонування правоохоронної системи України [Текст]: монографія. Ч.2 / А.М. Куліш. — Суми: СумДУ, 2007. — 236 с.

## Навчальні посібники та статті
1. Куліш, А.М. Інформаційне право України [Текст]: навч. посіб. / А.М. Куліш, Т.А. Кобзєва, В.С. Шапіро.– Суми: СумДУ, 2016. – 108 с.
2. Кобзєва, Т.А. Поняття та види громадських суб’єктів управління фінансовою системою України / Т.А. Кобзєва, А.М. Куліш // Право. UA.– 2016. – № 1.
3. Бурбыка, М.М. Особенности противодействия скрытой рекламе наркотических средств [Текст] / М.М. Бурбыка, А.Н. Кулиш, О.Н. Резник, А.В. Солонарь // Криминологический журнал Байкальского государственного университета экономики и права. — 2015. — Т. 9, № 2. — С. 334-342.
4. Куліш, А.М. Поняття та правове регулювання діяльності силових структур системи правоохоронних органів України в сучасних умовах / А.М. Куліш, А.В. Солонар, П.А. Михайлішин // Науковий вісник Херсонського державного університету. Серія «Юридичні науки». – 2014. – Т.2, Вип. 5. – С. 161-166.
5. Куліш, А.М. Відповідальність за лихослів'я в громадських місцях [Текст] / А.М. Куліш // Актуальні проблеми юридичної науки на шляху сучасної розбудови держави і суспільства : матеріали Міжнародної науково-практичної конференції, м. Суми, 5-7 червня 2014 р. / Ред.кол.: В.С. Венедіктов, А.М. Куліш, М.М. Бурбика; За ред.: В.С. Венедіктова, А.М. Куліша. -– Суми: СумДУ, 2014. -– С. 40-42.
6. Куліш, А.М. Світові моделі діяльності омбудсмена [Текст] / А.М. Куліш // Міжнародно-правове забезпечення стабільності та безпеки суспільства: матеріали науково-теоретичної конференції викладачів, аспірантів та студ. юридичного фак-ту, м. Суми, 25 травня 2013 р. / Ред.кол.: А.М. Куліш, М.М. Бурбика, М.І. Логвиненко, В.М. Семенов, А.В. Баранова. — Суми: СумДУ, 2013. — С. 41-43.
7. Куліш, А.М. Захист інформації від несанкціонованого доступу [Текст] / А.М. Куліш, М.О. Єрьоміна // Сучасні інформаційні системи і технології: матеріали Другої міжнародної науково-практичної конференції, м. Суми, 21-24 травня 2013 р. / Ред.кол.: А.С. Довбиш, О.А. Борисенко, О.В. Бондар. — Суми: СумДУ, 2013. — С. 156-157.
8. Куліш, А.М. Реформування законодавства в галузі медичних експериментів: медичні та правові аспекти [Текст] / А.М. Куліш, А.В. Баранова, П. А. Михайлішин // Науковий вісник Херсонського державного університету. Юридичні науки. – 2013. – №5(1). – С. 89-92.
9. Куліш, А.М. Комп'ютерна злочинність: нормативно-правове врегулювання [Текст] / А.М. Куліш, В.В. Тютюнник // Сучасні інформаційні системи і технології: матеріали Першої міжнародної науково-практичної конференції, м. Суми, 15-18 травня 2012 р. / Ред.кол.: А.С. Довбиш, О.А. Борисенко, І.В. Баранова. — Суми: СумДУ, 2012. — С. 229-231.
10. Куліш, А.М. Особливості охорони інформації як нетрадиційного об'єкта інтелектуальної власності [Текст] / А.М. Куліш // Управління правами інтелектуальної власності : матеріали науково-практичної конференції, 21 квітня 2011 р. / Відп. за вип. А.М. Куліш. — Суми: СумДУ, 2011. — С. 3-6.
11. Куліш, А.М. Державна кадрова політика в сфері діяльності правоохоронних органів [Текст] / А.М. Куліш // Юридична наука і практика. — 2011. — № 2. — С. 55-60.
12. Куліш, А. Взаємодія юридичної служби суб’єкта господарювання з іншими структурними підрозділами [Текст] / А. Куліш, В. Горевий // Підприємство, господарство і право – 2010. – №10. – С. 3-6.
13. Куліш, А.М. Оподаткування спадщини [Текст] / А.М. Куліш // Матеріали науково-теоретичної конференції викладачів, аспірантів, співробітників та студентів гуманітарного факультету / Відп. за вип. Л.П.Валенкевич. — Суми: СумДУ, 2010. — Ч. III. — С. 3-4.
14. Куліш, А.М. Стратегія забезпечення належної економічної безпеки підприємства [Текст] / А.М. Куліш // Управління фінансово-економічною безпекою : матеріали науково-практичної конференції, 28 серпня 2009 року / Відп. за вип. А.М. Куліш. – Суми: СумДУ, 2009. – С. 15-18.
15. Куліш, А.М. Правоохоронна система України: адміністративно-правові засади організації та функціонування [Текст] : Автореферат... док. юрид. наук, спец.: 12.00.07 – адміністративне право і процес;фінансове право;інформаційне право / А.М. Куліш. – Х.: Харківський нац. ун-т внутрішніх справ, 2009. – 32 с.
16. Куліш, А.М. Основи правопорядку у сфері господарювання [Текст] / А.М. Куліш // Матеріали науково-теоретичної конференції викладачів, аспірантів, співробітників та студентів гуманітарного факультету: 20-25 квітня 2009 року / Відп. за вип. Л.П. Валенкевич. — Суми: СумДУ, 2009. — Ч. 1. — С.3-4.
17. Куліш, А.М. Організаційно-правове забезпечення статусу працівника податкової міліції [Текст] : Автореферат... к. юрид. наук, спец.: 12.00.07 – теорія управління; адміністративне право і процес; фінансове право / А.М. Куліш. – Х.: Харківський нац. ун-т внутрішніх справ, 2003. – 18 с.

## Електронні джерела
- https://law.sumdu.edu.ua/naukova-elita-ukrayini/ [Архівовано 1 листопада 2021 у Wayback Machine.] Переглянуто: 24 жовтня 2021
- http://esu.com.ua/search?id=6062_articles.php1 [Архівовано 29 жовтня 2021 у Wayback Machine.] Переглянуто: 26 жовтня 2021